# Yıldıray Baştürk
Yıldıray "Ili" Baştürk, né le 24 décembre 1978 à Herne (Allemagne), est un footballeur international turc évoluant au poste de milieu de terrain offensif.

## Biographie
En 2002, il est finaliste de la Ligue des champions avec le Bayer Leverkusen et troisième de la Coupe du monde au sein de l'équipe de Turquie.
Bien qu'il soit l'auteur d'une bonne saison avec le VfB Stuttgart, il n'est pas retenu par Fatih Terim pour participer à l'Euro 2008.
Baştürk s'engage avec Blackburn Rovers Football Club le 27 janvier 2010.

## Palmarès
- Finaliste de la Ligue des champions en 2002 (Bayer Leverkusen)
- Troisième de la coupe du monde 2002 ( Turquie)
- 49 sélections en équipe de Turquie, 2 buts
- Nommé pour le Ballon d'or 2002, il finit finalement neuvième avec 137 points.